# خوزه نازاتسی

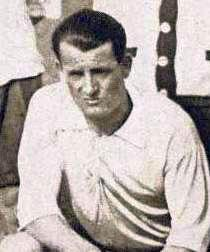
خوزه نازاتسی یارزا در سال ۱۹۲۶.

خوزه نازاتسی یارزا (به اسپانیایی: José Nasazzi Yarza؛ زادهٔ ۲۴ مه ۱۹۰۱ – درگذشتهٔ ۱۷ ژوئن ۱۹۶۸) یک بازیکن و کاپیتان فوتبال اهل اروگوئه بود که با تیم ملی فوتبال اروگوئه در نخستین جام جهانی فوتبال به قهرمانی در جام جهانی فوتبال ۱۹۳۰ رسید و جام را برای نخستین‌بار برای اروگوئه بالای سر خود برد. او با ۱ قهرمانی جام جهانی، ۴ قهرمانی کوپا آمریکا، ۲ توپ طلای کوپا آمریکا و ۱ توپ طلای جام جهانی، جزء موفق‌ترین بازیکنان ملی تاریخ فوتبال محسوب می‌شود.